# Vivian Hsu
Vivian Hsu (en sinogramme traditionnel : 徐若瑄, en hanyu pinyin : Xú Ruòxuān, en romanisation Wade-Giles : Hsu Jo-hsüan, en pe̍h-ōe-jī : Chhî Jio̍k-soan, en japonais ビビアン・スー Bibian Sū), née le 19 mars 1975 à Taichung (Taïwan), est une chanteuse, actrice et mannequin.

## Filmographie
- 2001 : Espion amateur (Te wu mi cheng) : Yong
- 2020 : Little Big Women (en) : Chen Wan-yu

## Discographie
- Shaonu Dui
  - 1990 Merry Christmas (PS I Love You)
  - 1991 Wǒ de Xīn Yào Chǔ Lǔxíng, 
  - 1992 Piānài Nǐ de Xīn,
- Black Biscuits
  - 1997 Stamina
  - 1998 Timing
  - 1998 Relax
  - 1999 Bye-Bye
  - 1999 Life
- The d.e.p
  - 2001 Mr. No Problem
  - 2001 We Are the d.e.p
  - 2001 Itai
- Vivian o Kazuma
  - 2003 Moment
  - 2004 Moment Remixes
- Soliste
  - 1995 Whisper Message
  - 1995Kuchibiru no Shinwa
  - 1996 Kyohansha
  - 1996 Tiānshǐ Xiǎng, (Tenshi Sou en japonais)
  - 1996 Hachigatsu no Valentine
  - 1996 Choensang Misonyeo (Tiānshǐ Měishàonǔ, - Tenshi Bishoujo en japonais)
  - 1998 Dà Máfán
  - 1998 Xiang New Edition
  - 1999 Bùbài de Liànrén
  - 2000 Fuhai no Koibito (version japonaise de Bubai de Lianren)
  - 2000 Happy Past Days (version taiwanaise de Fuhai no Koibito)
  - 2000 Jiǎbàn de Tiānshǐ
  - 2001 Ài de Xuān Yìn *Jīngxuǎn Jì
  - 2001 (comme "Lil' Viv") Marry Me?
  - 2003 Juédìng Ài Nǐ
  - 2003 The Secret to Happiness Is Love
  - 2005 Hěn Hěn Ài